# Sium suave
Sium suave (chirivía de agua) es una especie de planta de la familia Apiaceae. Es una planta perenne nativa de numerosas regiones de Asia y América del Norte.

## Introducción
La chirivía de agua, es una flor silvestre nativa de sectores del hemisferio norte y prospera en hábitats principalmente de humedales. Sium suave pertenece a la familia Apiaceae, que también es la familia de las zanahorias. Florece de julio a agosto y produce muchas pequeñas flores blancas con inflorescencias umbelas. Sium suave es similar a algunas plantas bastante venenosas, y se debe evitar el consumo. Existe una gran cantidad de insectos de abejas, escarabajos, avispas, mariposas y moscas que visitan esta planta por su néctar y polen. Sium proviene del vocablo en latín sion que significa perejil de agua, y suave proviene del latín suâvis que significa dulce.

## Descripción
La forma y el tamaño de las hojas depende del entorno en el que crece S. suave. Las hojas en forma de roseta de albahaca alcanzan unos 3.9 cm de largo en un suelo húmedo, y en aguas poco profundas crecen en racimos de hojas acuáticas. Una vez que se forman las hojas, esta planta alcanza hasta 3 metros de altura con tallos de 5 cm de diámetro. La chirivía de agua tiene tallos verde claro y glaborosos con venas longitudinales y pocas ramas. Las hojas a lo largo de los tallos son alternas y pinnadas impares. Las flores de chirivía de agua son perfectas (tanto masculinas como femeninas) y son autofértiles. Los pedículos miden de 3 a 5 mm de largo y la fruta es ovoide. La fruta es seca pero no se abre cuando está madura. Las flores tienen inflorescencia en forma de umbelas con 10-20 flores blancas. Estas flores blancas son pequeñas (~ 3.2 mm) con 5 pétalos. Los pétalos a veces pueden ser de tamaño desigual y tienen forma de corazón.

## Usos
Su raíz es comestible tanto cruda como cocida, la misma posee un sabor a nuez. Si bien la raíz es comestible en primavera y otoño, es preciso tener una precaución extrema ya que la planta se asemeja a algunas otras plantas extremadamente venenosas. A veces las hojas son utilizadas como condimentos. Las raíces machacadas a veces son utilizadas como analgésico en caso de rotura de huesos. La planta venenosa a la que más se asemeja es Cicuta maculata.